# Puccinellia bulbosa
Puccinellia bulbosa är en gräsart som först beskrevs av Aleksandr Alfonsovitj Grossgejm, och fick sitt nu gällande namn av Aleksandr Alfonsovitj Grossgejm. Puccinellia bulbosa ingår i släktet saltgrässläktet, och familjen gräs. Inga underarter finns listade i Catalogue of Life.